# Mekambo flygplats
Mekambo flygplats var en flygplats vid orten Mekambo i Gabon. Den låg i den nordöstra delen av landet, 500 km öster om huvudstaden Libreville. Mekambo flygplats låg 514 meter över havet. IATA-koden var MKB och ICAO-koden FOOE. 2014 fanns det planer på att modernisera flygplatsen, men i stället stängdes den 2016.